# 六本木ヒルズ森タワー

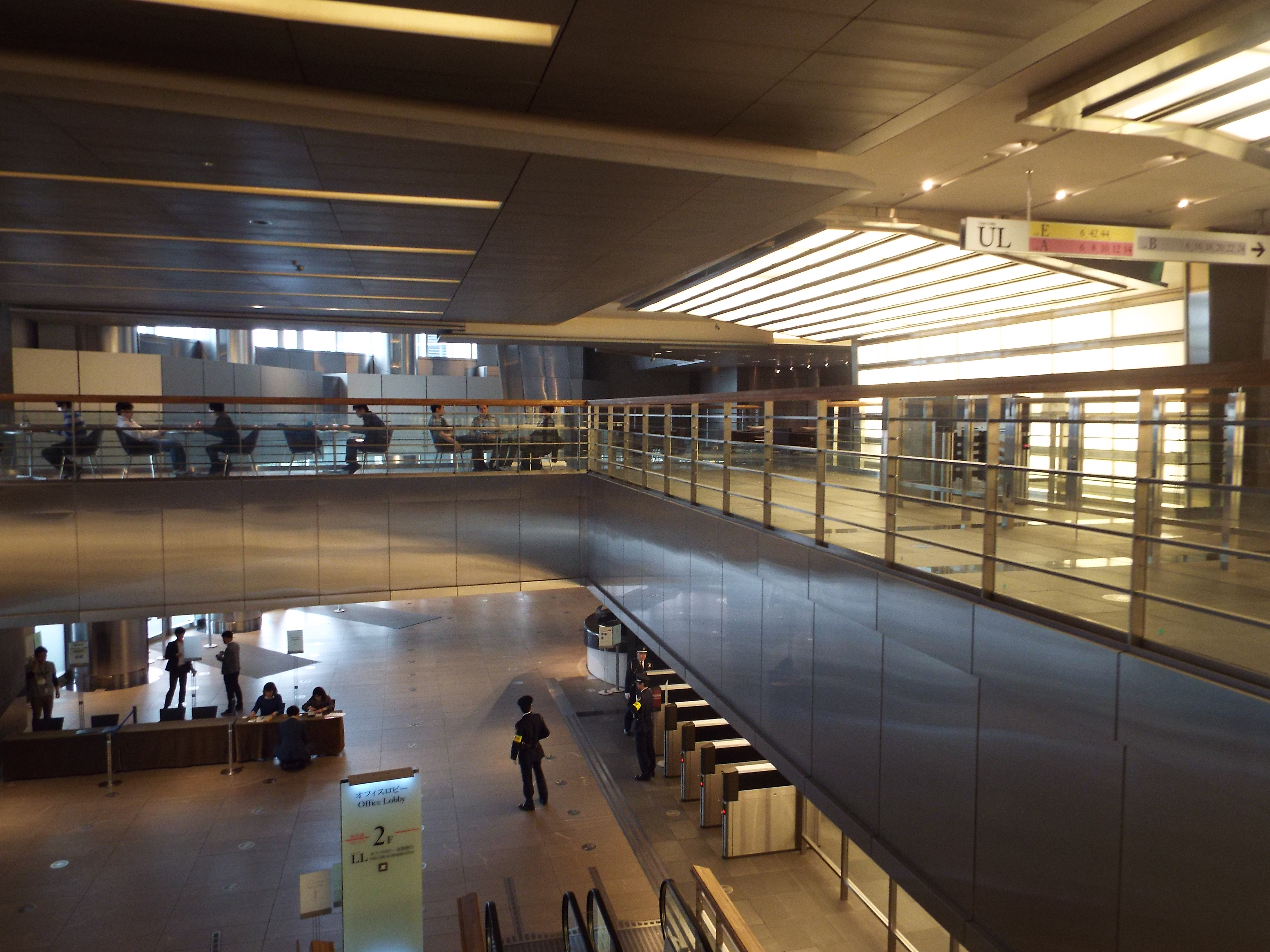
森タワーオフィスロビー

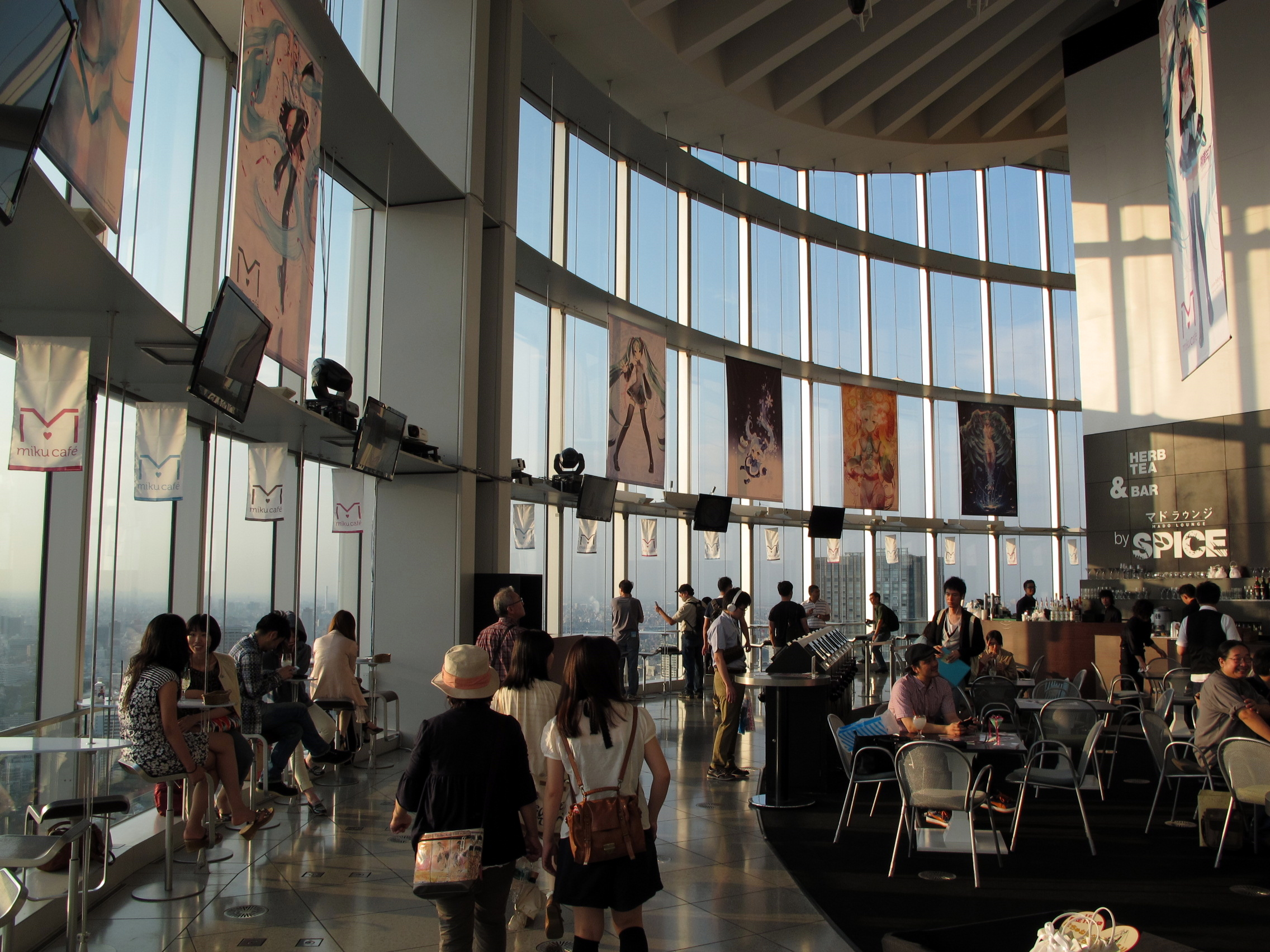
東京シティビュー展望台（2013年）

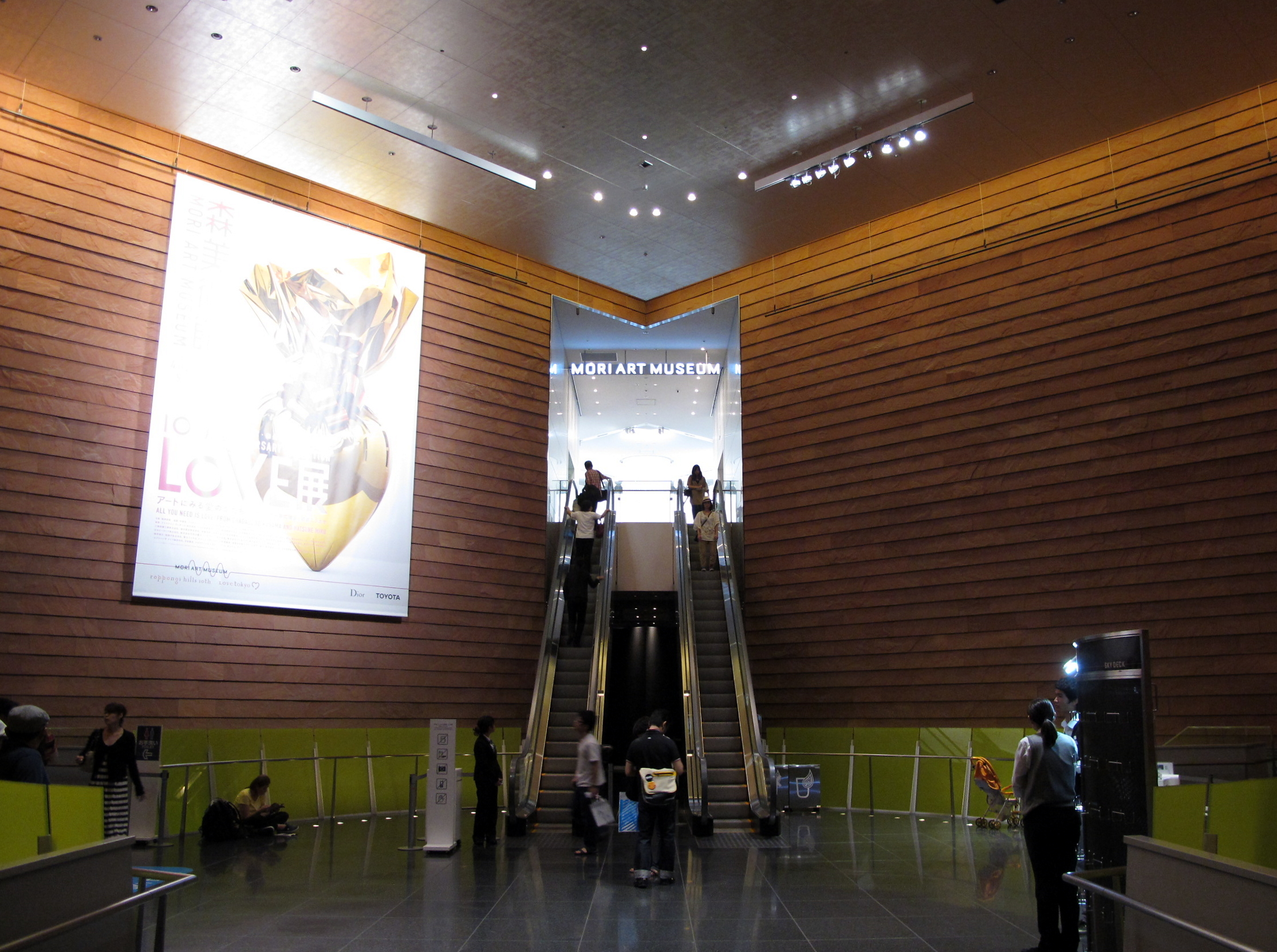
森美術館

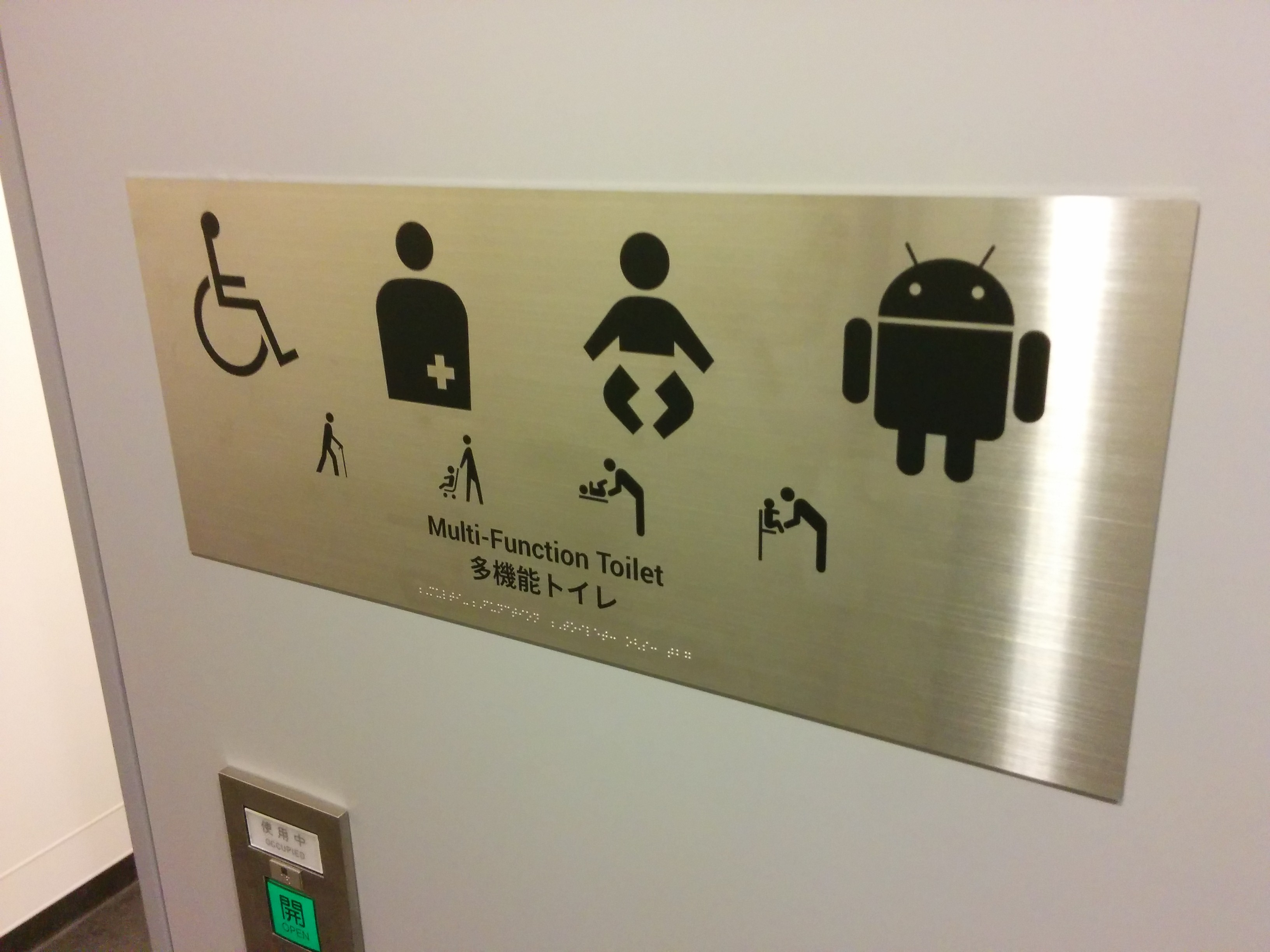
六本木ヒルズ森タワー内の多機能トイレ

六本木ヒルズ森タワー（ろっぽんぎヒルズもりタワー、Roppongi Hills Mori Tower）は、東京都港区六本木六丁目に所在する森ビルの超高層ビルである。オフィスビル・商業施設であり、再開発地区「六本木ヒルズ」の中核を担う複合商業ビル。森ビルの本社ビルである。
ビル固有の郵便番号は106-61XX（XXは階層。地下・階層不明は90）。

## 概要
六本木ヒルズ森タワーの設計はウィリアム・ペダーセン率いるコーン・ペダーセン・フォックス・アソシエイツが担当した。ウィリアム・ペダーセンによると、設計にあたりタワーの巨大な胴体にとても日本的に見える特有さを出すことに苦労したという。曲線状の何枚ものプレートで覆われた胴部は、武士の鎧兜の層状になっているところからヒントを得た。
低層部はショッピング・モール、中層部は賃貸オフィス、上層部は会員制文化施設や美術館等で構成される森アーツセンター、屋上にはこのビルに入居するFMラジオ放送局、J-WAVEの非常用送信設備と周辺地域を対象にした中継局設備（後述）もある。
六本木ヒルズ森タワーは、東京ガスによる発電および地域熱供給設備（六本木エネルギーサービス）を持ち、それに加えて東京電力ホールディングスのバックアップ、灯油による自家発電という三重の電源確保における冗長化体制が敷かれている。なお、常用の自家発電設備を備えている賃貸オフィスビルは非常に珍しい。また、建物は建築基準以上の耐震強度と免震を持ち、災害時に逃げ込める街として設計されている。
なお、賃貸オフィスフロアに行く際にはセキュリティゲートを通らなければならず、部外者は訪問時に許可を得て、ICカードの貸与を受けるか、入館許可証を貰わなければ入場出来ない。
なお、オフィスロビーでは2階をロワーロビー（LL）階、3階をアッパーロビー（UL）階と表記する。

## 主な施設
- 屋上 (PH2): ヘリポート
  - 54F: 機械室 ※建築物管理担当者以外入れない
- 49 - 53F: 森アーツセンター（高層階）
  - 53F: 森美術館
  - 52F: 東京シティビュー（展望台）、森アーツセンターギャラリー
  - 51F: 六本木ヒルズクラブ
  - 50F: 東京シティビューお帰り口　※イベント等で混雑している場合のみこのフロアから退場となる。通常は52階から退場する。
  - 49F: 六本木アカデミーヒルズ49（2024年6月閉館）
- 8 - 48F: オフィスフロア
  - 44F: グーグル合同会社[注釈 1]
  - 43F: 森ビル株式会社、グーグル合同会社[注釈 1]
  - 42F: 森ビル株式会社
  - 41F: ノキア・ジャパン
  - 40F: Apple Japan
  - 39F: 株式会社enish、popIn株式会社
  - 38F: アレン・アンド・オーヴェリー外国法共同事業法律事務所: アレン&オーヴェリー（Allen & Overy: 英国ロンドンに本拠を置く法律事務所）の東京オフィス、CROOZ株式会社
  - 37F: フェラーリ・ジャパン、株式会社ビィ・フォアード、ファンドクリエーション、ウエストエルビー証券、E-Times Technologies、株式会社Gunosy、プリヴェ企業再生グループ、EGWアセットマネジメント株式会社
  - 36F: Apple Japan
  - 35F: テクノプロ・ホールディングス、本間ゴルフ、エージェント・スミス
  - 34F: テクノプロ・ホールディングス、 タイム（日本法人のタイムインク）、愛知情報システム（東京支社）、シェブロンインターナショナルガス、デカ・リアルエステート・レンディング、デカ・イモビリエン、アイコール、テレコムクレジット、トータル・メディカルコンサルタント、イージフ、合同会社ライアットゲームズ、リアライズカンパニー、リアライズキャピタル、マルケト、日本気象
  - 33F: J-WAVEデリバリーヒーロージャパン株式会社
  - 31F - 32F: バークレイズ・グループ(バークレイズ・キャピタル証券/バークレイズ銀行)、AnyMind Group株式会社、GROVE株式会社
  - 26F - 30F : グーグル合同会社 [注釈 1]、フォートレス・インベストメント・グループ・ジャパン合同会社
  - 25F: ノキア・ジャパン
  - 24F: モルガン・ルイス&バッキアス外国法事務弁護士事務所
  - 23F: TMI総合法律事務所、アーキス外国法共同事業法律事務所、シモンズ・アンド・シモンズ外国法事務弁護士事務所
  - 22F: KLab
  - 21F: BASFジャパン
  - 20F: バイドゥ(百度)、CMサイト、KLab、中島ホールディングス
  - 19F: コーチ・ジャパン、エス株式会社
  - 18F: メルカリ
  - 17F: ブレイン株式会社、日本自動車整備振興会連合会、日本自動車整備商工組合連合会、アンジェロ・ゴードン・インターナショナル、カナフレックスコーポレーション、プリペット、株式会社海外需要開拓支援機構、プリヴェAG株式会社、神田通信工業株式会社、株式会社ペンシル
  - 16F: Signature Roppongi Hills by 日本リージャス株式会社、BS朝日[注釈 2]
  - 15F: デジタルデータソリューション株式会社、キャピタルサーヴィシング債権回収、BPジャパン、amaten株式会社、株式会社メジャース、中国国家電網公司
  - 14F: インベスコ・アセット・マネジメント
  - 11F: SAS Institute Japan
  - 10F: 森ビル株式会社
  - 8F: 株式会社ポケモン

など（入れ替えの場合あり）。六本木ヒルズ族も参照されたい。
- 6 - 1F: 商業フロア（通称: 低層階）
  - 6F: ライフサービスフロア（診療所、旅行会社、銀行などが入居）
  - 2 - 5F: レストラン・ショッピングフロア
  - 2F(LL)・3F(UL): オフィスエントランスフロア、森アーツセンター入場口 ※六本木ヒルズクラブの入場口は2階、東京シティビュー、森美術館、森アーツセンターギャラリーの入場口は3階である
  - 1F: 車路、バス停（都営バス・港区コミュニティーバス「ちぃばす」）、タクシープール
  - B1F: P1駐車場・BMW東京株式会社 BMW Premium Selection / MINI NEXT　P4駐車場（機械式）、ヒルサイドへの連絡通路
  - B4 - B2F: P2駐車場（地下駐車場自走式）　※B4Fに備蓄倉庫がある
- B5F: 地区中水道処理施設 ※施設関係者以外立入禁止
- B6F: 六本木ヒルズエネルギーセンター 、六本木エネルギーサービス株式会社 ※施設関係者以外立入禁止

## 2階建てエレベーター
森タワーの中に20基以上あるエレベーターのうち、地上とオフィスフロアをつなぐエレベーターはそれぞれ2階建て（ダブルデッキ）構造になっており、乗り降りする階によって地上の乗り場が上下2階層に分かれている（LL階と5階が奇数階行、UL階と6階が偶数階行である）。そのため、上下の階層を間違えると目的の階に行けず、LL階・UL階もしくは5階・6階に戻らなければならない。（ただし、複数階層にわたって入居しているテナントのため、朝・昼のピーク時間帯を除いてUL階・LL階以外の各フロアから乗降した場合と下り運転時に限り各階に停止できる。）また、地上階での1階分の高さと高層階での1階分の高さが異なるため、上かごと下かごの間がパンタグラフ構造となっていて、指定階到着間際の3秒間に高さを自動で調節している。なお、エレベーター内の上下カゴ両方のリクエストに応じて停止するため、リクエストのない階にも停止する事が恒常的にあり、「下（上）かご乗降中」と待機側のエレベーター内部の液晶ディスプレイに表示される。この二階建てエレベーターは上下のかごで内装が異なる。全部で37基ある。
Aバンク7基はフジテック製、Bバンク7基は三菱電機製、Cバンク6基と非常用4基ほかは日立製作所製、Dバンク6基は東芝製、Eバンク6基と49-52階専用の5基は日本オーチス製が担当している。到着アナウンスは非常用・PH2階行を除いて六本木ヒルズのオリジナルアナウンスを採用している。また、非常用エレベーターの停止階であるB6-B3Fには施設関係者以外立入禁止のため、非接触型ICにより立入が規制されている。なお、入館許可証を提示すると地下6階までは地下2階から階段で移動が可能である。

## 展望台「東京シティビュー」

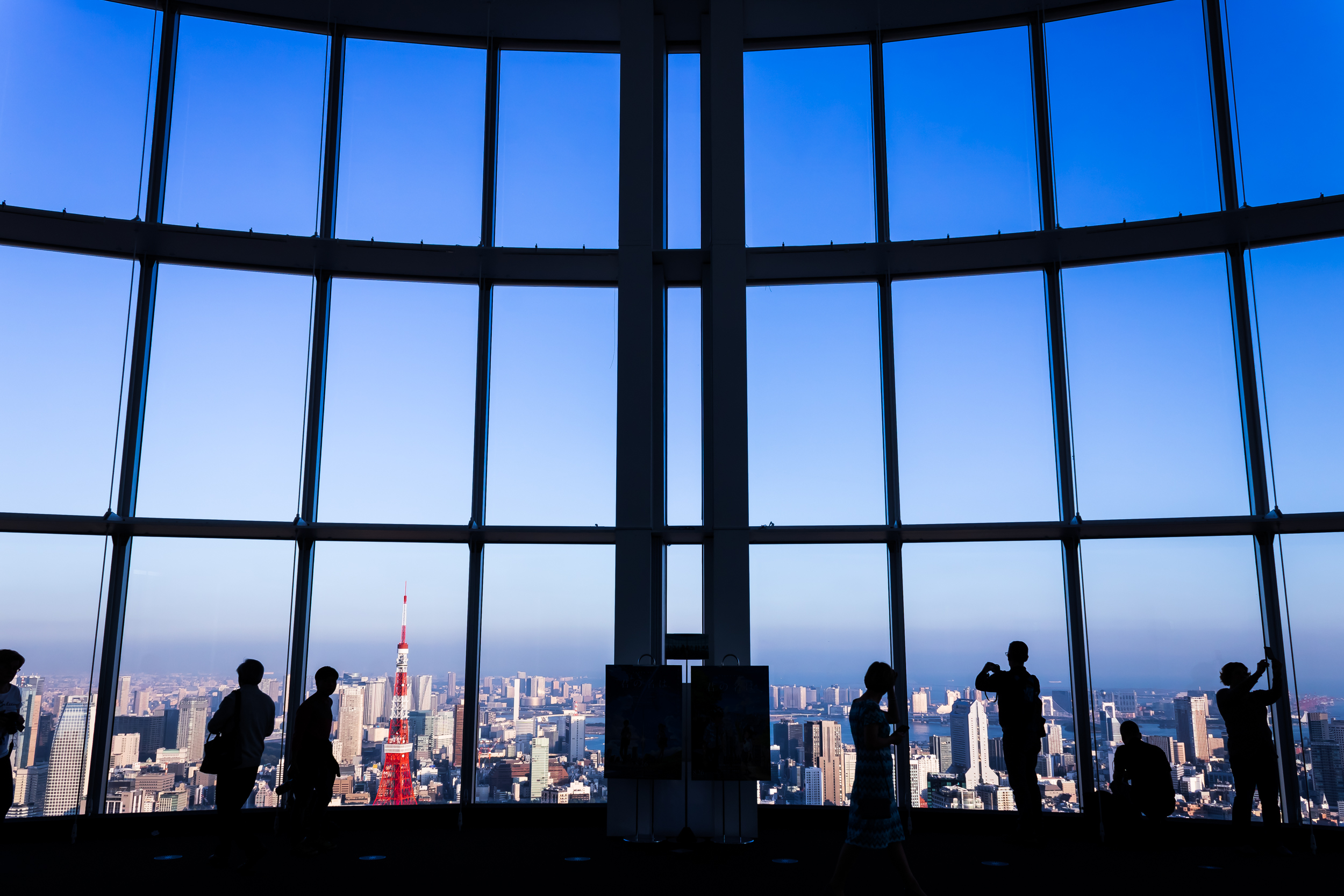
東京シティビュー

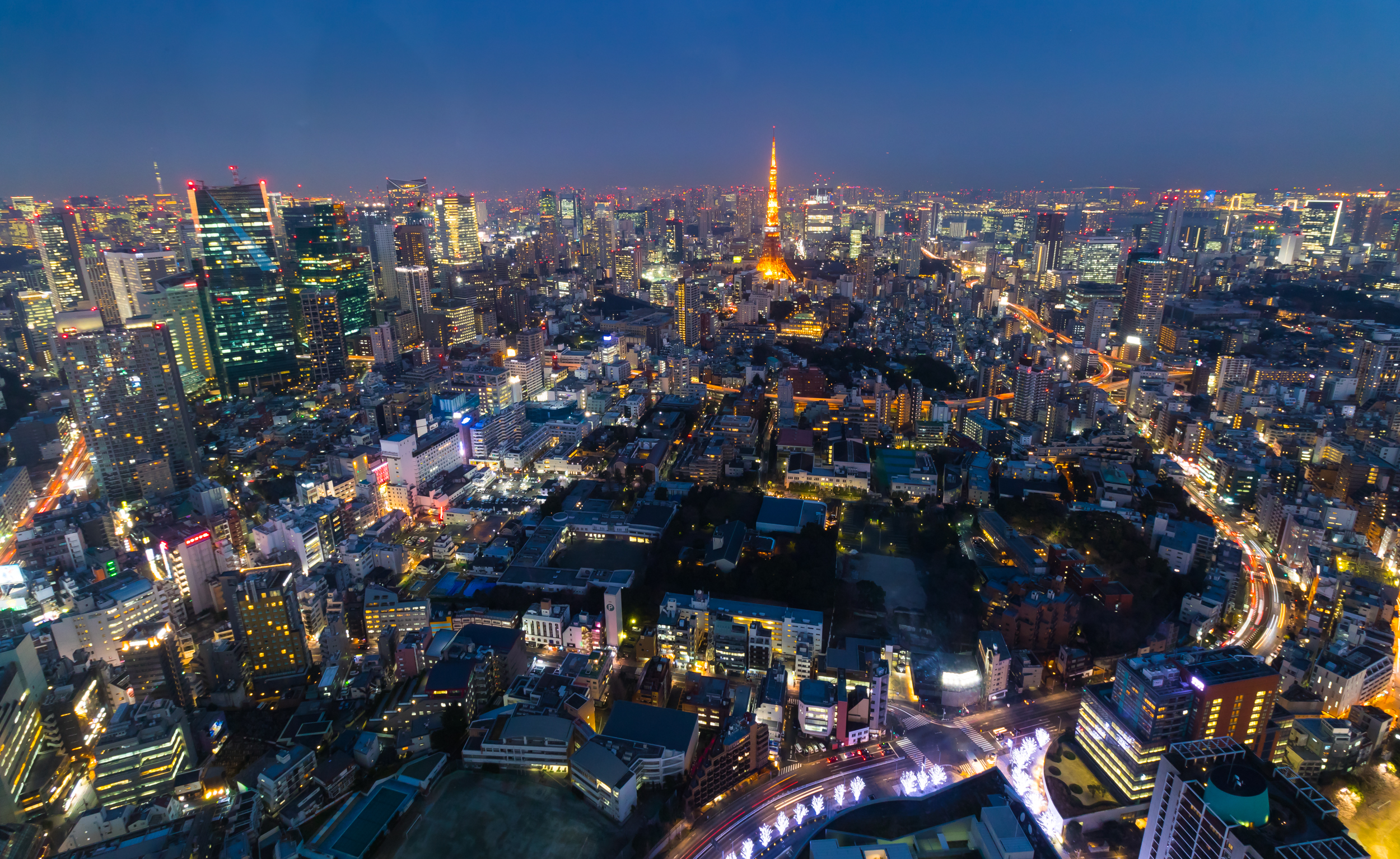
東京シティビューからの夜景

六本木ヒルズ森タワーの展望台「東京シティビュー」は、海抜250メートルに位置し、天高11メートル、全面ガラス張りで開放感がある。東京タワーのほか新宿や渋谷の街並みなどを眺望できる。村山由佳の小説『ワンダフル・ワールド』には、ヒロインがデートをする＜恋人の聖地＞として描かれている。
海抜約270mの屋上展望台「東京スカイデッキ」は、後述の事故により営業を終了した。開業当初ガイドツアー参加者のみに公開されていたが、その後一時的に休業していた。そして、2008年（平成20年）4月26日から「東京シティビュー」の入場者であれば自由に出入りできるようになってリニューアルオープンした。その後、2023年9月から無期限で休業し、そのまま営業を終了した。
地上からの室内展望台の高さ
1. サンシャイン60 - 226.3m
2. 森タワー - 218m
3. 都庁 - 202m

地上からのスカイデッキの高さ
1. 森タワー - 238m
2. サンシャイン60 - 232m

海抜の室内展望台の高さ
1. サンシャイン60 - 251m
2. 森タワー - 250m
3. 都庁 - 236.53m

海抜のスカイデッキの高さ
1. 森タワー - 270m
2. （東京タワー特別展望台 - 268m）
3. サンシャイン60 - 256.3m

海抜のビルの高さ
1. 都庁 - 277.93m
2. 森タワー - 270.05m
3. サンシャイン60 - 269.8m

## ギャラリー

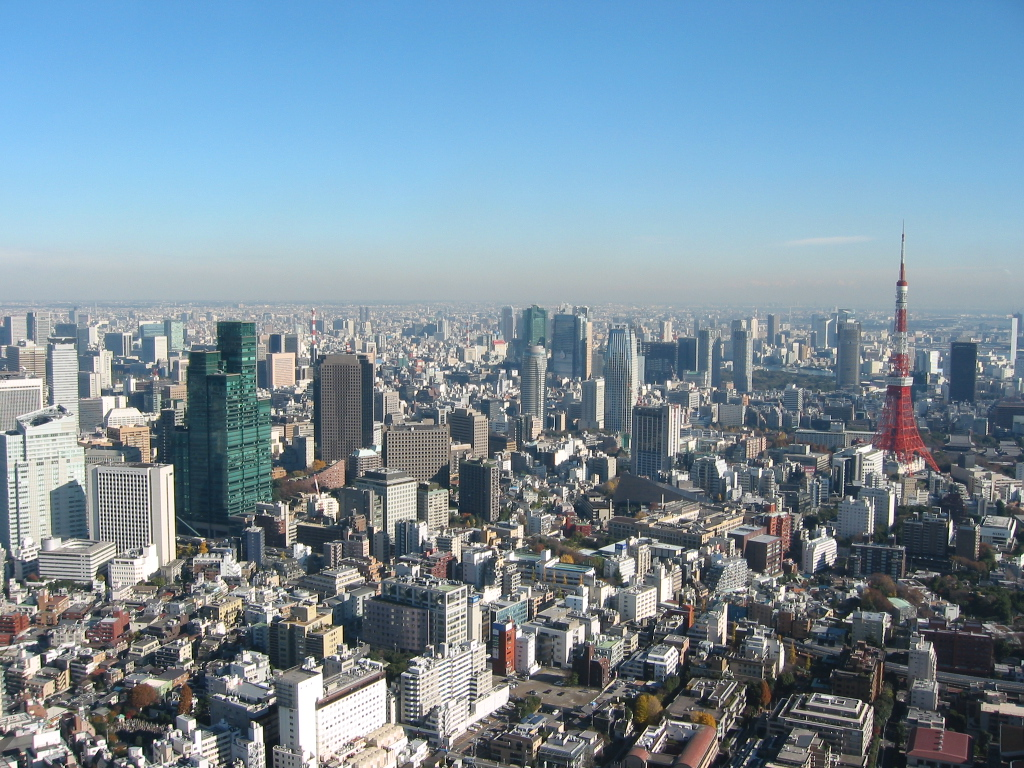
新橋方面を望む（2003年12月13日撮影）
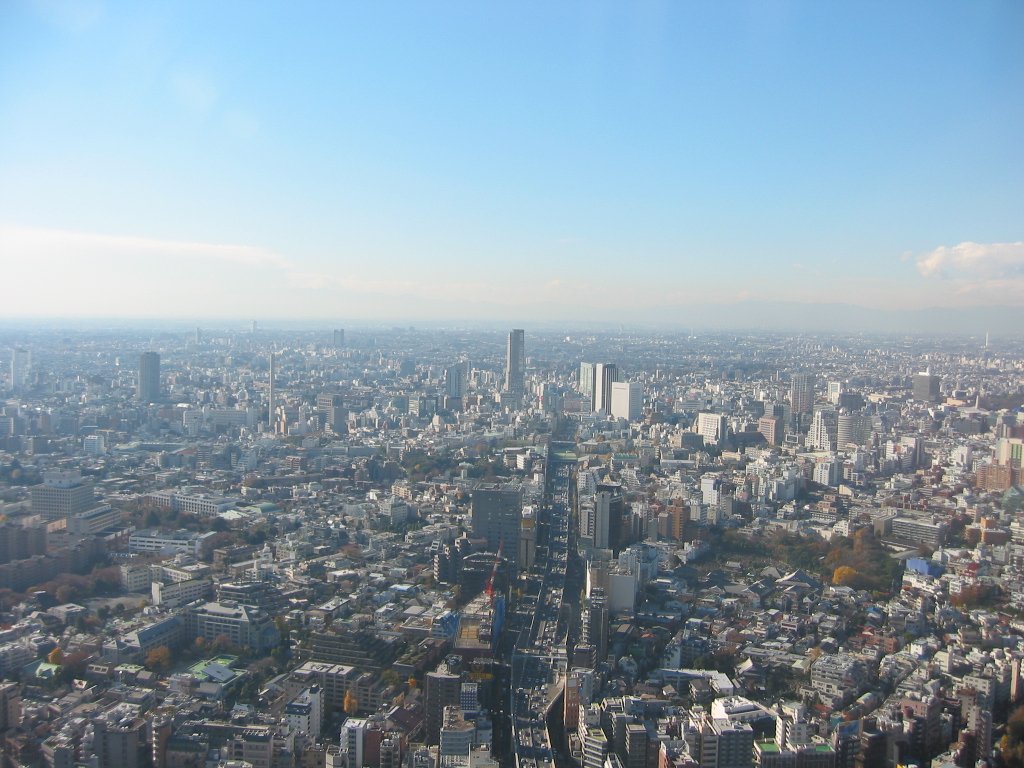
渋谷方面を望む（2003年12月13日撮影）
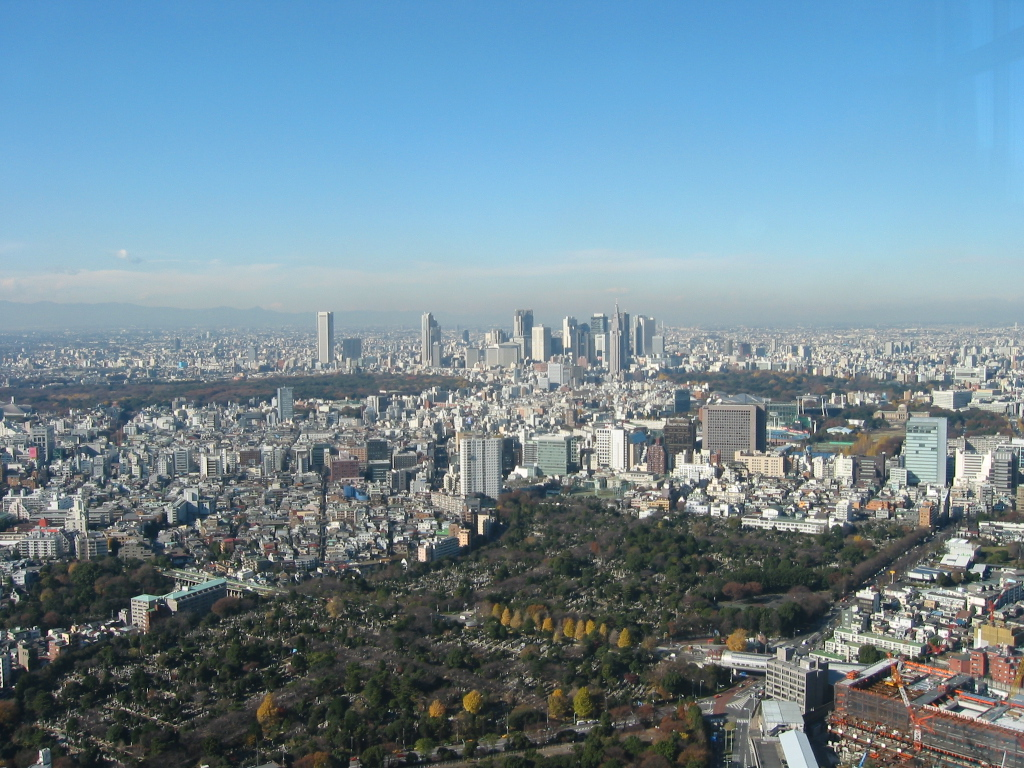
西新宿方面を望む（2003年12月13日撮影）
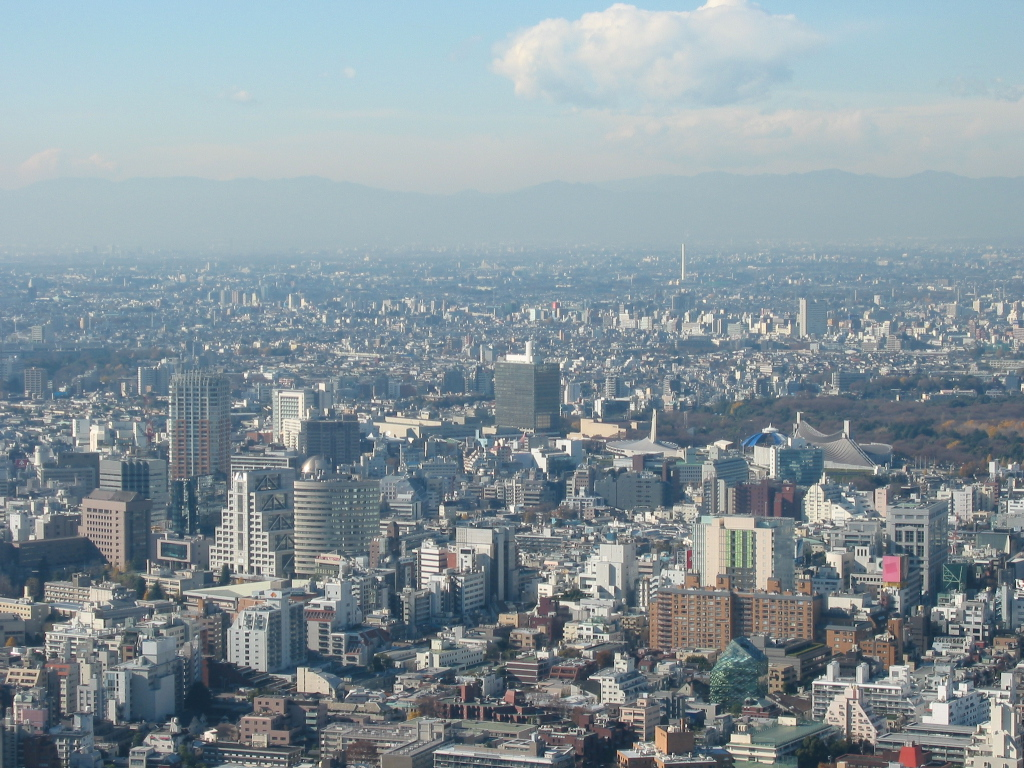
代々木公園方面を望む（2003年12月13日撮影）
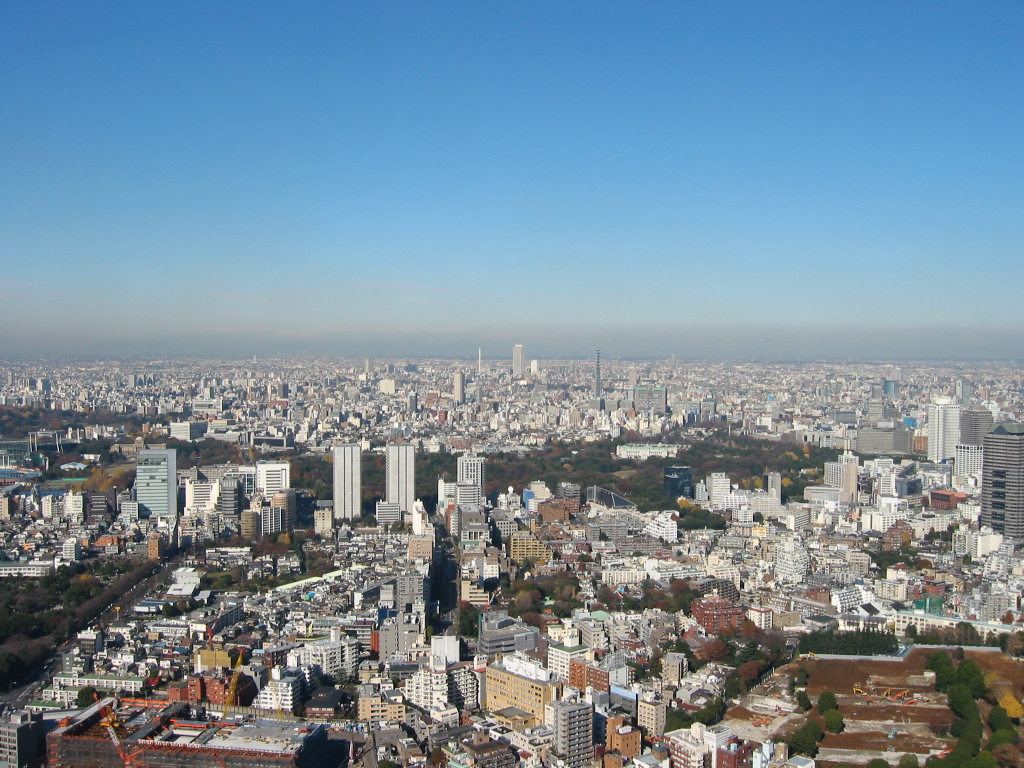
青山、池袋方面を望む（2003年12月13日撮影）

## J-WAVEみなとFM中継局
2015年11月1日開局。都市型難聴の解消を目的として開設され、東京スカイツリーの本局からの電波（81.3 MHz）が弱くなっていた東京都港区南西部及びその周辺地域の受信環境の改善を目指した中継局である（予備送信設備を活用）。
| 周波数 MHz | 放送局名 | 中継局名       | 空中線電力 | 実効輻射電力 | 放送対象地域 | 放送区域内世帯数 |
| ---------- | -------- | -------------- | ---------- | ------------ | ------------ | ---------------- |
| 88.3       | J-WAVE   | みなとFM中継局 | 100W       | 110W         | 東京都       | -世帯            |

## 主な事故

### 回転ドア事故

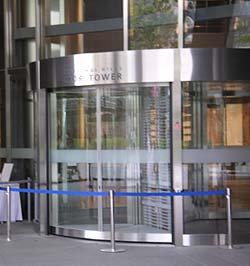
森タワーの回転ドア（2004年4月24日撮影）

2004年（平成16年）3月26日午前11時ごろ、大阪府から母親と来訪していた6歳の男児が、タワー正面入口にある自動式の大型回転ドア（自動回転ドア）で、閉まりかけているドアに駆け込んだことで、ドアと枠の間に上半身が挟まれるという事故が発生。ただちに救出されたが、間もなく死亡（圧死）した。
本来ならば、ドアに備え付けられている赤外線センサーが感知して急制動する仕組みが備わっているが、ドアの効率を優先させた森ビル側が、頻発する急制動を抑制させるため検知範囲を狭めさせ、さらにドアの回転速度を速めるように、製造メーカーの三和タジマ（三和シヤッター工業関連会社）に要請し、それに応じていた事が事故直後に明らかとなる。
また風圧への対策から、部材をアルミニウム骨格から鉄骨に変え、見栄えを良くするため、表面にステンレスを貼り付けていたことから、本来1トンであった回転部の重量が3倍近い2.7トンに増加しており、回転速度を上げていた影響も相まって、急制動が作動してから完全停止まで、慣性で25cmも動くようになっていた。
そして直近まで、各地のビルなどに在る自動回転ドアにおいても、子供が負傷する事故が断続的に起きていたことも明らかとなり、エレベーター（昇降機）のような公的な規制が無かった「自動回転ドアの安全性」を見直す動きが広まった。その結果、横浜ランドマークタワーなど多くの大型ビルの回転ドアで事故が多発していた事が判明し、この事故を契機に、回転ドアを停止（閉鎖・撤去）したり、回転ドアを撤去して「引き戸式の自動ドア」に置き換える動きが続出した。
森タワーがオープンしてからこの事故までの1年弱の間に、回転扉に子供が挟まれる同様の事故が多発していたが、簡易的な対策しかなされていなかった。
この事故は当時都内の注目スポットとして脚光を浴び、不特定多数で多くの来訪者がいた六本木ヒルズの設備で犠牲者が出た事からセンセーショナルに報道された。死亡事故は刑事訴訟で森ビル側の管理過失および三和タジマの製品製作上の過失が認定され、森ビル側が遺族に損害賠償金約7,000万円を支払うことで、示談が成立している。
この事故に関して立教大大学院教授の福田秀人は、事故後に産経新聞へのコメントとして、今回の事故も「危機管理の専門家ならだれもが知っているハインリッヒの法則に類似している」という要旨を述べ、事故後に事故報告をすることの大切さを投げかけている。
事故原因究明を目的とするドアプロジェクトを設立した畑村洋太郎は、センサーに頼った制御を危険だとして、扉の軽量化 や接触時に扉が退避する構造により、本質的な安全を確保する必要があるとしている。また誤停止を避けるため、事故防止用の赤外線センサーの死角を拡大していた事も事故原因の一つである。
ヨーロッパでは、ホテルや商業施設などで日本よりも回転ドアが普及しているが、そもそも安全対策のために、回転ドアにおける扉の軽量化が図られている。

### エレベーターのトラブル
2007年（平成19年）4月4日、51階エレベーター機械室から異臭が発生して高層階から避難する騒ぎがあった。調査の結果、異臭の原因は日本オーチス・エレベータ製エレベーターのワイヤーのほつれがきっかけと判明した。事故機以外にもワイヤーのほつれがあり、4月26日現在で全11台中8台が運転停止中であったが、5月18日には全台復旧した。    
この他、2004年（平成16年）10月に起きた新潟県中越地震の際には、長周期地震動の影響で、エレベーターのワイヤーが地震の振動に共振したため運転を停止した。

### 屋上スカイデッキからの飛び降り
2023年（令和5年）9月10日午後8時20分頃、屋上（PH2F）にあるスカイデッキから人が飛び降りたようだと、目撃した警備員から警察に通報があった。警視庁麻布署によると、敷地で男性が倒れているのが見つかり、搬送先の病院で死亡が確認された。これを受けて、スカイデッキは翌9月11日から無期限で休業し、そのまま一般営業を終了した。